# Communauté de communes Sainte Baume-Mont Aurélien
Die Communauté de communes Sainte Baume-Mont Aurélien war ein französischer Gemeindeverband mit der Rechtsform einer Communauté de communes im Département Var in der Region Provence-Alpes-Côte d’Azur. Sie wurde am 27. Dezember 2001 gegründet und umfasste acht Gemeinden. Der Verwaltungssitz befand sich im Ort Saint-Maximin-la-Sainte-Baume.
Am 1. Januar 2017 wurde der Gemeindeverband mit den Communautés de communes Comté de Provence und Val d’Issole zur neuen Communauté d’agglomération de la Provence Verte zusammengeschlossen.

## Mitgliedsgemeinden
1. Bras
2. Nans-les-Pins
3. Ollières
4. Plan-d’Aups-Sainte-Baume
5. Pourcieux
6. Pourrières
7. Rougiers
8. Saint-Maximin-la-Sainte-Baume